# Ametrodiplosis lysimachiae
Ametrodiplosis lysimachiae är en tvåvingeart som beskrevs av Fedotova 2003. Ametrodiplosis lysimachiae ingår i släktet Ametrodiplosis och familjen gallmyggor. Inga underarter finns listade i Catalogue of Life.